# T细胞淋巴瘤
T細胞淋巴瘤(T-cell lymphoma)包括四種影響T细胞的淋巴瘤類型。這些解釋或許能說明十分之一的非霍奇金氏淋巴瘤之情況。 
T細胞淋巴瘤伴隨著人類疱疹病毒第四型及人類T淋巴細胞白血病病毒1(Human T-cell leukemia virus-1)之病症而來。

## 類型
四種T细胞淋巴瘤類型為：
- 血管中心性淋巴瘤(Angiocentric lymphoma)
- 皮膚T細胞淋巴瘤(Cutaneous T cell lymphoma)：塞扎病(Sézary's disease)及蕈樣肉芽腫(Mycosis fungoides)
- 間變性大細胞淋巴瘤(Anaplastic large-cell lymphoma)
- 血管免疫母細胞性T細胞淋巴瘤(Angioimmunoblastic T-cell lymphoma)

更多"T细胞淋巴瘤"的各種分類方案之信息可以參見主條目淋巴瘤。

## 流行病學
在流行病学上，涉及同一類血細胞的癌症(Lymphoproliferative disorders)，8％的病例是屬於"成熟性T細胞淋巴瘤"(mature T cell lymphomas)。 而從這些病例中、有2％是屬於"前體T淋巴細胞瘤"(precursor T lymphoblastic)，另2％是屬於"皮膚T細胞淋巴瘤"(cutaneous T cell lymphoma)。